# 211 aC
El 211 aC va ser un any del calendari romà prejulià. A la República i a l'Imperi Romà es coneixia com l'Any del Consolat de Galba Màxim i Centumal (o també any 543 Ab urbe condita). L'ús del nom «211 aC» per referir-se a aquest any es remunta a l'alta edat mitjana, quan el sistema Anno Domini va ser el mètode de numeració dels anys més comú a Europa.

## Esdeveniments

### Regne de Macedònia
- Els romans, per mitjà del pretor Marc Valeri Leví, fan una aliança amb la Lliga Etòlia i també hi formen part Escerdilaides d'Il·líria i Àtal I de Pèrgam i que rodegen Macedònia per tots els costats. Filip V assegura les seves fronteres amb Tràcia i Il·líria i marxa al sud amb un exèrcit en ajut d'Acarnània que era atacada pels etolis, que quan Filip s'acosta, es retiren. El rei retorna a Macedònia (hivern del 211 al 210 aC).[2]

### Antiga Roma
- Aquest any són elegits cònsols Publi Sulpici Galba Màxim i Gneu Fulvi Centumal.[3]
- Els dos cònsols reben la Pulla com a província. Poc després el Senat decideix enviar un dels cònsols a Macedònia, i per sorteig, li toca a Galba Màxim, on substitueix en el comandament a Marc Valeri Leví, durant la Primera guerra macedònica.[4]
- Api Claudi Pulcre i Quint Fulvi Flac, que havien estat cònsols l'any anterior (212 aC) i havien assetjat Càpua a la primera batalla de Càpua veuen prorrogat el seu mandat (imperium) conserven el seu exèrcit amb ordres de no deixar Càpua fins a la seva conquesta. Té lloc la segona batalla de Càpua, i els romans aconsegueixen ocupar la ciutat. Api Claudi Pulcre resulta ferit per una javelina.[5][6]

### Hispània
- Enfrontament entre Cartago i la República Romana en la batalla de Castulo i la batalla d'Ilorca,[7] durant la Segona Guerra Púnica.
- Gai Luci Marci Sèptim, un centurió molt popular entre la tropa, que servia sota Gneu Corneli Escipió a Hispània, és aclamat cap de l'exèrcit i procònsol a la mort dels germans Escipió. Agafa el comandament de les restes de l'exèrcit, i el salva de la total destrucció. Aconsegueix una victòria menor (magnificada pels romans) sobre els cartaginesos dirigits per Hasdrúbal Barca als que rebutja a la zona de l'Ebre.[8]
- Gai Claudi Neró és designat propretor a Hispània a la mort de Gneu Corneli Escipió per lluitar contra Hasdrúbal Barca, i desembarca a Tarraco, però Hasdrúbal eludeix el seu atac.[9]

## Necrològiques
- Castulo: Publi Corneli Escipió. Mort en la batalla de Castulo per les forces combinades de cartaginesos, númides, ibers i celtibers.[7]
- Ilorca: Gneu Corneli Escipió. Mort en la batalla d'Ilorca per les forces combinades de cartaginesos, númides, ibers i celtibers.[7]
- Api Claudi Pulcre, de resultes de la ferida d'una javelina a la Segona batalla de Càpua.[5]